# Мануйло
Ману́йло — перший з відомих у літературі співців Київської Русі (крім Бояна). Згадується в літописах під 1137 роком, як співець «гораздий». Прибув до Києва з Греції з двома товаришами. Був співцем при князі Мстиславі. Потім — смоленський єпископ.